# Notre-Dame-de-la-Croix de Ménilmontant

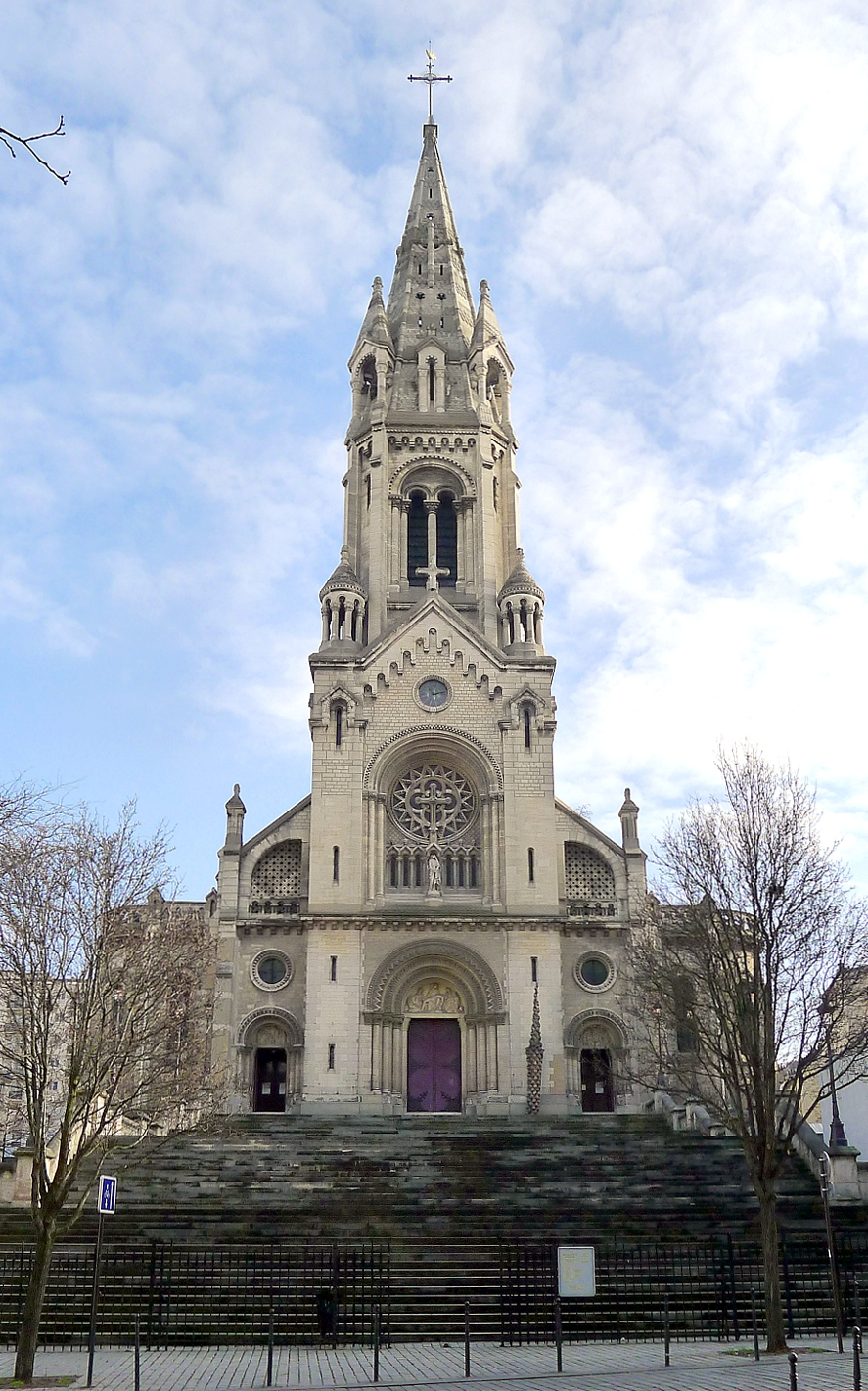
Katholische Pfarrkirche Notre-Dame-de-la-Croix de Ménilmontant, Westfassade mit Glockenturm

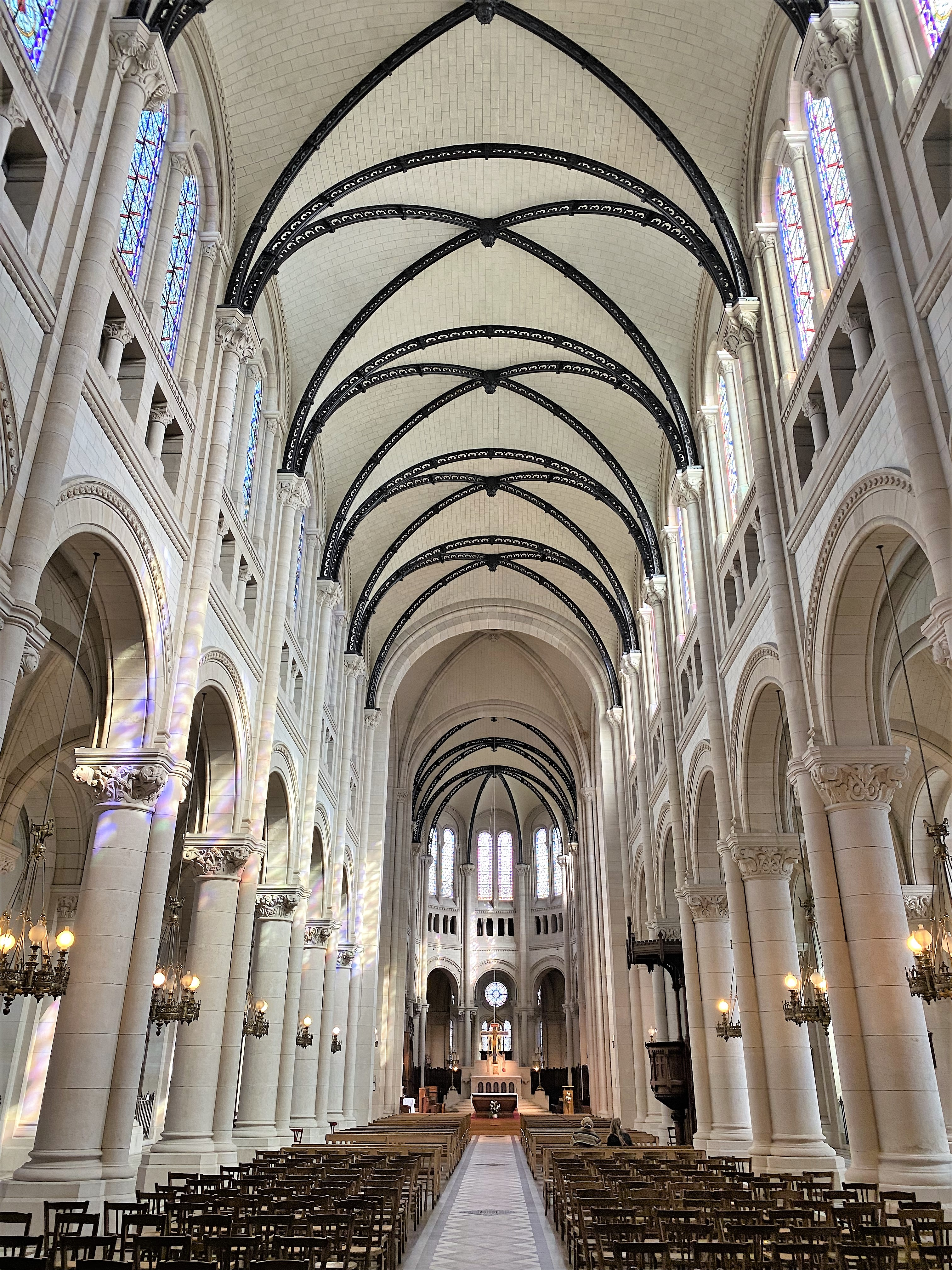
Kirchenschiff

Die katholische Pfarrkirche Notre-Dame-de-la-Croix de Ménilmontant ist neben der Kathedrale Notre-Dame und der Pfarrkirche Saint-Sulpice eine der größten Kirchen von Paris. Sie wurde in der zweiten Hälfte des 19. Jahrhunderts errichtet und verbindet neuromanische mit neugotischen Stilelementen. Die Kirche befindet sich 3, place de Ménilmontant im 20. Arrondissement von Paris. Die nächste Metrostation ist Ménilmontant der Linie 2.

## Geschichte
Die heutige Kirche wurde an der Stelle einer aus Holz errichteten, Notre-Dame-de-la-Croix (Unserer Lieben Frau vom Kreuz) geweihten Kapelle aus dem Jahr 1823 oder 1833 gebaut. Der Name erinnert an den Orden vom Heiligen Kreuz, der in Ménilmontant eine Niederlassung hatte, die während der Revolution von 1789 aufgelöst wurde. Ménilmontant unterstand zunächst der 1802 eingerichteten Pfarrei Saint-Jean-Baptiste de Belleville. 1847 wurde die bescheidene Kapelle Notre-Dame-de-la-Croix, die nur Platz für 400 Personen bot, zur Pfarrkirche erhoben. Nachdem Ménilmontant 1860 nach Paris eingemeindet und mit einem Teil der ehemaligen Vororte Belleville und Charonne zum 20. Arrondissement zusammengeschlossen worden war, wurde 1863 mit dem Bau einer neuen Kirche nach den Plänen des Architekten Louis-Jean-Antoine Héret (1821–1899) begonnen. 1869 war die Kirche teilweise fertiggestellt und konnte für den Gottesdienst genutzt werden. Die Bauarbeiten wurden 1871 durch den Aufstand der Pariser Kommune unterbrochen. Während dieser Zeit richteten die Kommunarden in der Kirche einen Versammlungsort und ein Vorratslager ein. Hier entschieden sie über die Erschießung der Geiseln, zu denen auch der Erzbischof von Paris, Georges Darboy, gehörte. Erst 1880 wurden die Bauarbeiten vollständig abgeschlossen.
Nach dem Zweiten Weltkrieg erlebten die populären Stadtviertel des Pariser Ostens eine starke Zuwanderung aus den Maghreb-Staaten. Neben tunesischen Juden ließen sich in Ménilmontant vor allem Muslime aus Algerien nieder. Um letzteren einen Versammlungsraum zur Verfügung zu stellen, ließ 1969 Pfarrer Pierre Loubier in der Krypta der Kirche eine Moschee einrichten, die bis zu Beginn der 1980er Jahre genutzt wurde.

## Architektur

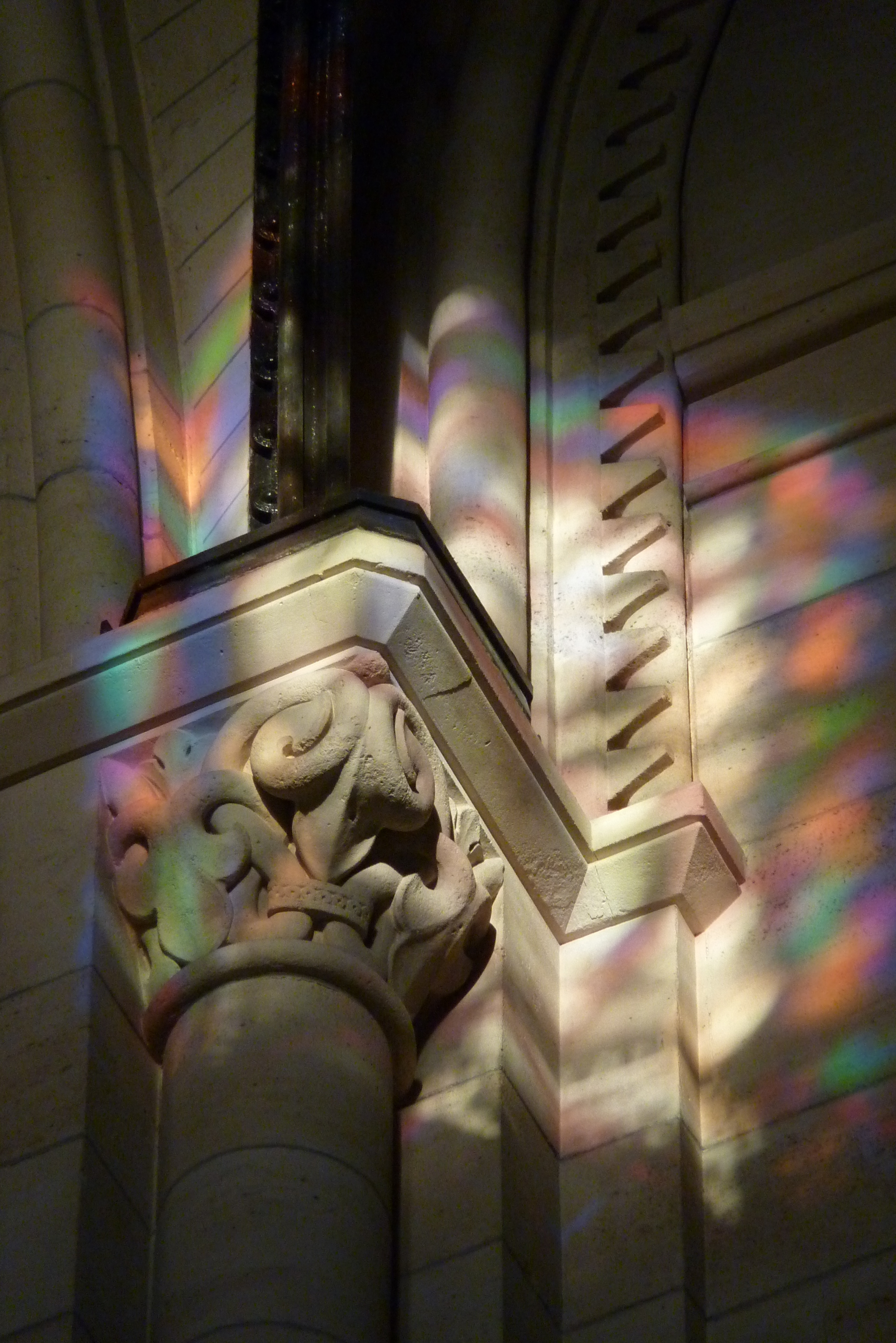
Säule mit Kapitell, Gewölberippe aus Gusseisen

Ein imposanter Treppenaufgang von 54 Stufen führt zur Hauptfassade der Kirche, über der sich ein 78 Meter hoher Glockenturm erhebt. Die Fassade ist in zwei Etagen gegliedert. In der unteren Etage öffnen sich drei Rundbogenportale, die nach romanischem Vorbild mit Tympana und Archivolten gestaltet sind. Am mittleren Portal wird die Kreuzabnahme Christi dargestellt, auf der rechten Seite die Flucht nach Ägypten und auf der linken Seite die Darstellung Mariä im Tempel. Die obere Etage ist von einer großen Rosette durchbrochen, unter der eine Marienskulptur steht.
Notre-Dame-de-la-Croix hat eine Länge von 97 Metern, eine Breite von 38 Metern und einer Höhe von 20 Metern. Das Langhaus erstreckt sich über sechs Joche und mündet im Westen in einen dreijochigen Chor mit Chorumgang. Zu den beiden Seitenschiffen öffnen sich Rundbogenarkaden auf mächtigen, mit Kapitellen geschmückten Säulen, denen Dreiviertelsäulen vorgelegt sind. Letztere tragen das von der Gotik inspirierte Kreuzrippengewölbe, dessen Gurtbögen und Gewölberippen aus Gusseisen gefertigt sind.

## Ausstattung
Im Chorumgang befinden sich die Gemälde Höllenfahrt Christi von Pierre Claude François Delorme (1783–1859) und Tod des Josef von Jean-Jacques Lagrenée.

## Orgel

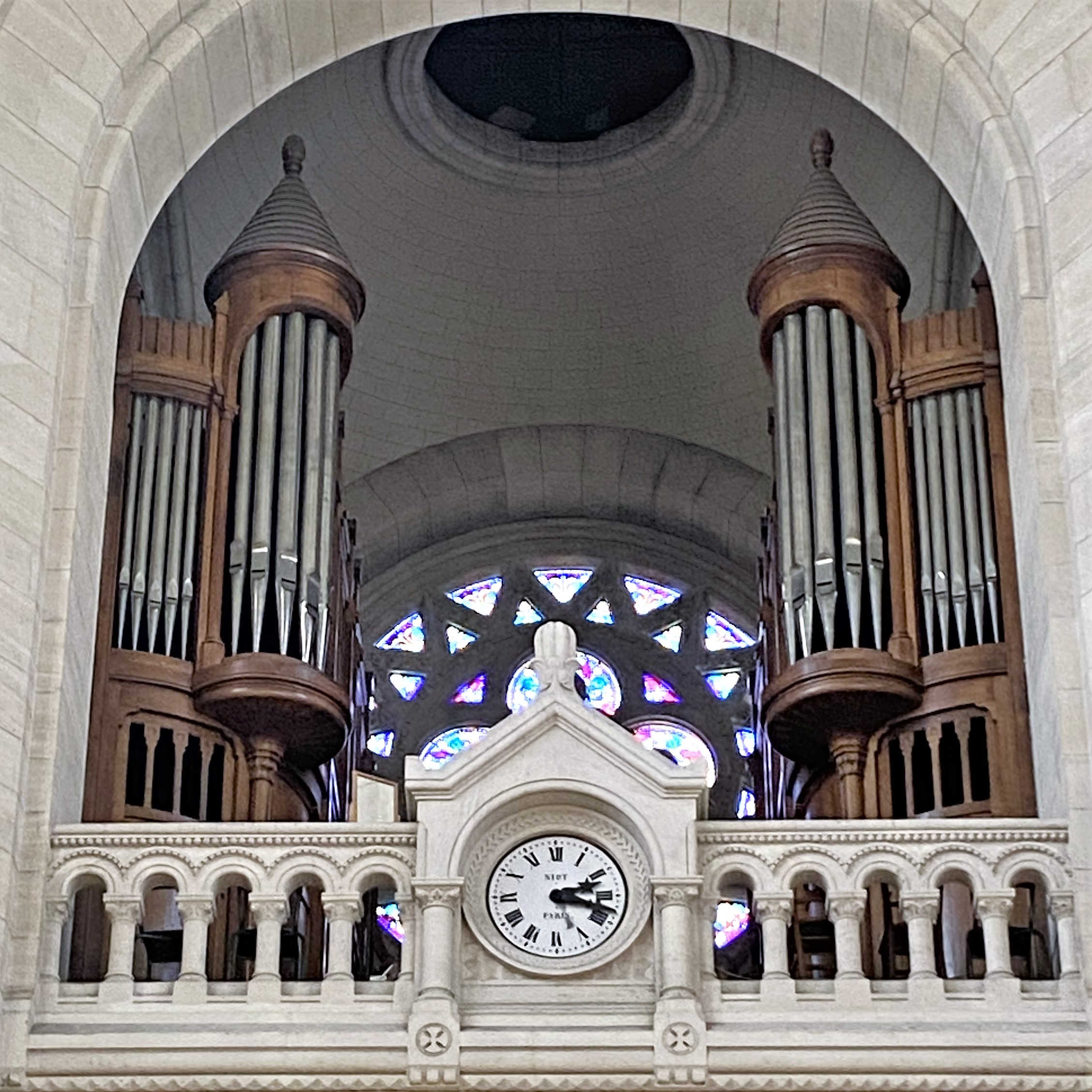
Cavaillé-Coll-Orgel

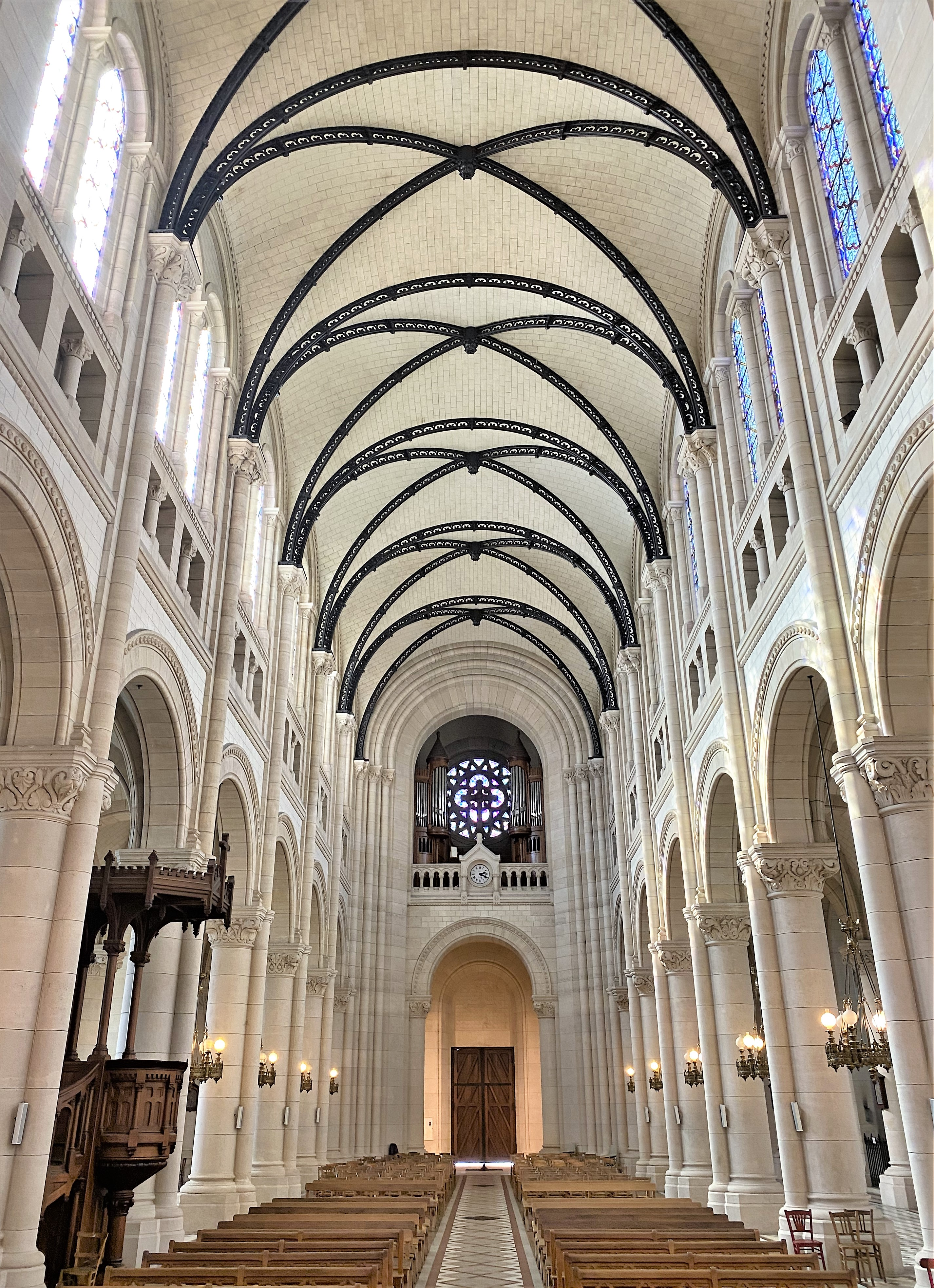
Blick zur Orgelempore

Die Orgel wurde 1874 von Aristide Cavaillé-Coll gebaut. Das Instrument hat 25 Register auf drei Manualen und Pedal. Das erste Manual ist als Koppelmanual angelegt. Die Trakturen sind mechanisch.
| II Grand Orgue C–g3 |                  |     |
| 1.                  | Bourdon          | 16′ |
| 2.                  | Principal        | 08′ |
| 3.                  | Bourdon          | 08′ |
| 4.                  | Flûte harmonique | 08′ |
| 5.                  | Gambe            | 08′ |
| 6.                  | Prestant         | 04′ |
| 7.                  | Doublette        | 02′ |
| 8.                  | Plein-Jeu III-V  |     |
| 9.                  | Bombarde         | 16′ |
| 10.                 | Trompette        | 08′ |
| 11.                 | Clairon          | 04′ |

| III Recit expressif C–g3 |                   |       |
| 12.                      | Viole de gambe    | 8′    |
| 13.                      | Voix céleste      | 8′    |
| 14.                      | Flûte traversière | 8′    |
| 15.                      | Flûte octaviante  | 4′    |
| 16.                      | Quinte            | 2 ⁄3′ |
| 17.                      | Trompette         | 8′    |
| 18.                      | Basson-Hautbois   | 8′    |
| 19.                      | Voix humaine      | 8′    |

| Pedale C–f1 |             |     |
| 20.         | Flûte       | 16′ |
| 21.         | Flûte       | 08′ |
| 22.         | Violoncelle | 08′ |
| 23.         | Bombarde    | 16′ |
| 24.         | Trompette   | 08′ |
| 25.         | Clairon     | 04′ |

- Koppeln: I/P, II/P